# Остоич, Срджан
Срджан Остоич (серб. Srđan Ostojic / Срђан Остојић; 10 марта 1983, Бежания) — сербский футболист, вратарь.

## Карьера
С 9 лет начал заниматься футболом в школе ФК «Бежания». Первым тренером был Л. Кнежевич. Выступал большую часть в полупрофессиональных клубах третьего дивизиона Сербии — белградских «Синджеличе» и «Локомотиве», подгорицкой «Будучности», нишском «Железничаре». В 2007 году пробился в основной состав «Бежании», с которой выступал один сезон в Сербской Суперлиге. С 2011 по 2012 годы числился в рядах «Гомеля», в котором сыграл в 2011 году 4 матча в чемпионате Белоруссии и 5 в Кубке Белоруссии. В межсезонье 2012/13 перебрался в ряды солигорского «Шахтёра».

## Титулы
- Обладатель Кубка Белграда (2003)
- Обладатель Кубка Белоруссии (2011, 2014)
- Обладатель Суперкубка Белоруссии (2012)
- Бронзовый призёр Чемпионата Белоруссии (2011)